# Samuel Hoare (1er baronnet)
Pour les articles homonymes, voir Samuel Hoare (homonymie).
Samuel Hoare, 1er baronnet (7 septembre 1841 – 20 janvier 1915), est un homme politique britannique du parti conservateur. Il siège à la Chambre des Communes de 1886 à 1906.

## Biographie
Hoare est l'arrière-petit-fils du Quaker Samuel Hoare, l'un des douze membres fondateurs de la Société pour l'Abolition de la traite des Esclaves. Il fait ses études à l'école préparatoire de Bayfield, Harrow School et à Trinity College (Cambridge). Il a effectué deux tours de la Méditerranée et du Moyen-Orient entre 1862 et 1865. Il vit à Sidestrand Hall, Sidestrand, Norfolk.
En 1885 il se présente à North Norfolk et est battu.
Il est élu député pour Norwich lors d'une élection partielle en avril 1886 et conserve le siège jusqu'aux Élections générales britanniques de 1906. Il est créé baronnet en 1899.
Hoare épouse Catherine-Louise Hart-Davis (1846-1931); ils ont sept enfants, dont l'homme politique conservateur Samuel John Gurney Hoare, vicomte Templewood.